# Ädelfors folkhögskola

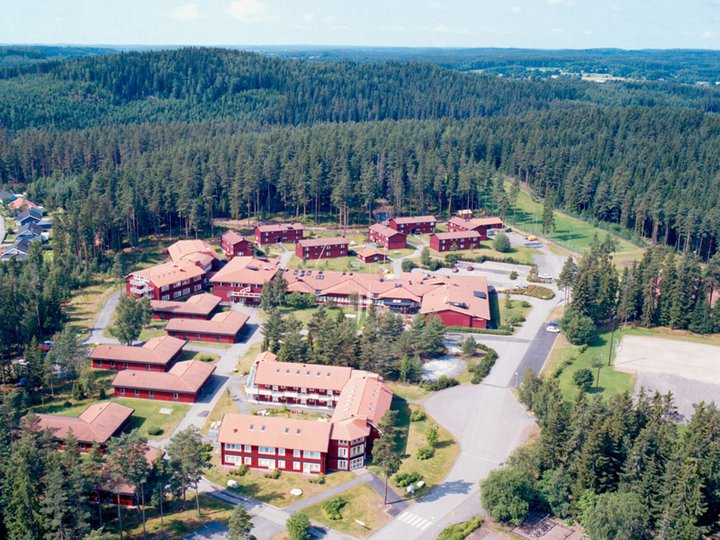
Flygfoto över Ädelfors folkhögskola

Ädelfors folkhögskola är en folkhögskola som drivs av arbetarrörelsens organisationer i södra Sverige. Skolan grundades 1957 i Ädelfors, men flyttade 1972 till Holsbybrunn, strax utanför Vetlanda.